# Protorovás
A protorovás a jelenlegi ismeretek szintjén egy hipotetikus, rekonstruált írás, pillanatnyilag nem ismerünk egyetlen olyan emléket sem, amelyen biztosan protorovás felirat lenne.
A rekonstruált protorovás elhelyezkedése a rovásírások leszármazásában a következő ábrán látható. Az ábrán csak a legjelentősebbnek tartott hatások vannak feltüntetve, de ezeken kívül voltak további átvételek is. Többek között a lüdiai vagy a lük ábécéből is kerültek át betűk a protorovásba.
|  |  |  |

## Története
A protorovás kezdeti változatát valószínűleg az Aral-tótól keletre lévő Kangküből az ász nép (ez a név maradt meg a jászok és az oszétek nevében) hozta magával Kr. u. 1. sz.-ban és a Kaukázustól és a Fekete-tengertől északra lévő területen fejlődött önálló írássá. A protorovás végét 670-re lehet tenni, amikor az Onogurok elfoglalták a Kárpát-medencét és ezzel a protorovás szétvált több elkülönülten, egymástól függetlenül fejlődő írásra, a kárpát-medencei rovásra, a székely–magyar rovásírásra és a steppei rovásra. A protorovásból leszármazott írások alkotják a rovásíráscsaládot.
A protorovás rekonstruált jelei és hangértékük látható az alábbi ábrán.
|  |  |  |

## Forrásművek
- Hosszú G.: „Az informatika írástörténeti alkalmazásai”, IKT 2010, Informatika Korszerű Technikái Konferencia, meghívott plenáris előadás, 2010. március 5-6., Dunaújvárosi Főiskola, Dunaújváros. Kiadó: Dunaújvárosi Főiskola Informatikai Intézet. Szerkesztő: Dr. Cserny László. ISBN 978-963-9915-38-1, 5-21. o.
- Tóth L., Dian Sz., Pardede, R., Hosszú G., Kovács F.: „Jelentésazonosító eljárás a 16-18. századi székely-magyar rovásemlékek értelmezésére”, IKT 2010, Informatika Korszerű Technikái Konferencia, 2010. március 5-6., Dunaújvárosi Főiskola, Dunaújváros. Kiadó: Dunaújvárosi Főiskola Informatikai Intézet. Szerkesztő: Dr. Cserny László. ISBN 978-963-9915-38-1, pp. 296-307.
- Hosszú, Gábor (2011): Heritage of Scribes. The Relation of Rovas Scripts to Eurasian Writing Systems.  First Edition. Budapest: Rovas Foundation, https://books.google.hu/books?id=TyK8azCqC34C&pg=PA1 (angolul)

## Külső webes hivatkozások
- Comments on encoding the Rovas scripts Archiválva 2011. november 19-i dátummal a Wayback Machine-ben (angolul)
- Rovásírások családja a RovásPédián (angolul)
- Protorovás leírása a Heritage of Scribes könyvben (angolul)